# Tony Ross
Anthony Lee Ross, detto Tony Ross (Londra, 10 agosto 1938), è un illustratore e scrittore inglese di libri per l'infanzia.
In patria è noto soprattutto per aver scritto e illustrato i libri della sua serie La piccola principessa (Little Princess), e per aver illustrato la serie di Orrido Henry (Horrid Henry) di Francesca Simon. Da entrambe sono state tratte delle serie televisive, rispettivamente per i canali Milkshake! e CITV, che si basano sulle sue illustrazioni. Ha illustrato anche le opere David Walliams, la serie di Amber Brown di Paula Danziger, la serie del Dr. Xargle di Jeanne Willis e quella di Harry The Poisonous Centipede di Lynne Reid Banks.
Tra i lavori concepiti espressamente per l'Italia si ricordano le illustrazioni delle prime edizioni di diversi libri per l'infanzia della scrittrice Susanna Tamaro.

## Biografia
Tony Ross è nato a Londra il 10 agosto del 1938 da Eric Turle Lee Ross ed Effie Ross (nata Griffiths). Ha frequentato la Helsby Grammar School e studiato alla Liverpool School of Art and Design.
Nel corso degli anni si è cimentato in molti lavori, tra i quali quello di vignettista, graphic designer e poi direttore artistico di un'agenzia pubblicitaria. Nel 1976 ha iniziato una lunga collaborazione con l'allora esordiente Andersen Press attraverso una sua riscrittura della fiaba di Ricciolo d'Oro e i tre orsi. Per diversi anni fu senior lecturer in arte e titolare del orso d'illustrazione all'Università Metropolitana di Manchester.

## Riconoscimenti
Nel 1986 Ross vinse il Deutscher Jugendliteraturpreis, nella categoria "libri illustrati", per Ich komm dich holen!, l'edizione in lingua tedesca di I'm coming to get you! (Andersen, 1984). Nel 1990 fu in concorso con Jeanne Willis alla Kate Greenaway Medal della Library Association, che premia il miglior libro per l'infanzia pubblicato da un cittadino britannico durante l'anno, col terzo libro del Dr. Xargle sui gatti, Dr. Xargle's book of Earth Tiggers.
Per il suo contributo all'illustrazione per l'infanzia fu il candidato del Regno Unito per il premio biennale e internazionale Hans Christian Andersen del 2004.

## Opere

### Tradotte in italiano
- Il calzolaio che voleva diventare ricco [The Greedy little Cobbler], traduzione di Giulio Lughi, Trieste, Edizioni Elle, c.1981, ISBN 88-85012-75-2.
- Ricciolo d'oro e i tre orsi [Goldlocks and the Three Bears], traduzione di Giulio Lughi, Trieste, Edizioni Elle, c.1981, ISBN 88-85012-94-9.
- Cappuccetto Rosso [Little Red Riding Hood], traduzione di Giulio Lughi, Trieste, Edizioni Elle, c.1982, ISBN 88-7068-034-7.
- La coperta fortunata [The Happy Rag], traduzione di Andrea Molesini, Milano, Mondadori, 1990, ISBN 88-04-33466-5.
- Al lupo, al lupo! [The Boy Who Cried Wolf], traduzione di Giulio Lughi, Trieste, Emme Edizioni, 1992, ISBN 88-7927-102-4.
- Gastone, il bel pigrone [Lazy Jack], traduzione di Giulio Lughi, Trieste, Edizioni Elle, 1992, ISBN 8870685632.
- Tristano la peste [Naughty Nigel], traduzione di Giulio Lughi, Trieste, Edizioni Elle, 1993.
- Hansel e Gretel [Hansel and Gretel], traduzione di Giulio Lughi, Trieste, Edizioni Elle, 1994.
- Adesso ti prendo! [I'm Coming to Get You!], traduzione di Giulio Lughi, Trieste, Edizioni Elle, 1994, ISBN 88-7068-686-8.
- Giacomino e il fagiolo magico [Jack and the Beanstalk], traduzione di Giorgio Gilibert, Trieste, Edizioni Elle, 1997, ISBN 88-477-0143-0.
- Towser e l'uovo del mostro [Towser and the Monster Egg], traduzione di Enrica Zacchetti, Casale Monferrato, Piemme, 1997, ISBN 88-384-8005-2.
- Stupido più stupida [Silly Silly], traduzione di Enrica Zacchetti, Casale Monferrato, Piemme, 1998, ISBN 88-384-8015-X.
- Quasi quasi mi metto un dito nel naso [Don't Do That!], traduzione di Elisa Puricelli Guerra, Casale Monferrato, Piemme, 2002, ISBN 88-384-6728-5.
- Lavati le mani [Wash Your Hands!], traduzione di Allegra Panini, Milano, Mondadori, 2002, ISBN 88-04-50207-X.
- Il gatto con gli stivali [Puss in Boots], traduzione di Giulio Lughi, Trieste, Edizioni EL, 2004, ISBN 978-88-477-1320-8.
- Che tonto, signor lupo! [Silly Mr Wolf], traduzione di Valentina Vignoli, Roma, Gallucci, 2019, ISBN 978-88-93487-63-4.
- I tre porcellini [The Three little Pigs], traduzione di Valentina Vignoli, Roma, Gallucci, 2019, ISBN 978-88-93486-56-9.
- Il mio libro di fiabe [My Favourite Fairy Tales], riscritte e illustrate da Tony Ross, Roma, Lapis, 2010, ISBN 978-88-7874-170-6.
- Il rinoceronte di Rita [Rita's Rhino], traduzione di Sara Saorin, Monselice, Carmelozampa, 2020, ISBN 978-88-96323-18-2.
- Gattaccia maledetta [Drat that Cat!], traduzione di Sara Saorin, Monselice, Carmelozampa, 2020, ISBN 9791280014047.

Collaborazioni
- Viva la scuola! [Nicky], traduzione di Valeria Caprioglio, con Zoë Ross, Casale Monferrato, Piemme, 1997, ISBN 88-384-8003-6.
- Voglio un bambino in regalo [The Pet Person], traduzione di Enrica Zacchetti, con Jeanne Willis, Casale Monferrato, Piemme, 1997, ISBN 88-384-8008-7.
- Perché? [Why?], traduzione di Giulio Cristoffanini, con Lindsay Camp, Casale Monferrato, Piemme, 2000, ISBN 88-384-8027-3.
- Voglio essere una cowgirl [I Want to Be a Cowgirl], traduzione di Viviana Reverso, con Jeanne Willis, Milano, La margherita, 2001, ISBN 978-88-87169-29-4.
- Gisella pipistrella [Daft Bat], traduzione di Chiara Coppa, con Jeanne Willis, Milano, Il castoro, 2007, ISBN 978-88-8033-407-1.
- Un tortino di mammut [Mammuth Pie], traduzione di Pico Floridi, con Jeanne Willis, Milano, Il castoro, 2009, ISBN 978-88-8033-491-0.
- Nicola passaguai [Cottonwood Colin], con Jeanne Willis, Milano, Il castoro, 2010, ISBN 978-88-8033-533-7.
- Il principe antipatico [Prince Charmless!], traduzione di Daniela Gamba, con Jeanne Willis, Milano, Gribaudo, 2016.
- Abbracciami! [Slug Needs a Hug!], con Jeanne Willis, Milano, Il castoro, 2010, ISBN 978-88-6966-050-4.
- A scuola in elefante [Our Kid], traduzione di Daniela Gamba, con Jeanne Willis, Milano, Gribaudo, 2016, ISBN 978-88-580-2171-2.
- Buon compleanno boa [Boa's Bad Birthday], traduzione di Claudia Valentini, con Jeanne Willis, Milano, Il castoro, 2019, ISBN 978-88-6966-441-0.
- Le più belle... storie dal mondo [The Greatest Stories ever Told], traduzione di Lisa Lupano, con Tony Bradman, Milano, Fabbri, 2020, ISBN 978-88-915-8298-0.

Serie La piccola principessa
- Voglio una sorellina [I Want a Sister], traduzione di Margherita Forestan, Milano, Mondadori, 1999, ISBN 88-04-46904-8.
- Voglio mangiare [I Want My Dinner!], Trieste, Edizioni EL, 1997, ISBN 88-477-0088-4.
- Voglio il mio ciuccio [I Want My Dummy], traduzione di Allegra Panini, Milano, Mondadori, 2001, ISBN 88-04-48887-5.
- Voglio il mio dentino [I Want My Tooth], traduzione di Margherita Forestan, Milano, Mondadori, 2003, ISBN 8804515430.
- Non voglio andare a letto [I Don't Want to Go to Bed], traduzione di Allegra Panini, Milano, Mondadori, 2005, ISBN 88-04-53892-9.
- Voglio due compleanni [I Want Two Birthdays], Roma, Lapis, 2010, ISBN 978-88-7874-172-0.
- Voglio la mia mamma [I Want My Mum], traduzione di Marinella Barigazzi, Roma, Lapis, 2010, ISBN 978-88-7874-171-3.
- Non voglio lavarmi le mani [I Don't Want to Wash My Hands], traduzione di Marinella Barigazzi, Roma, Lapis, 2012, ISBN 978-88-7874-202-4.
- Voglio il mio vasino [I Want My Potty], traduzione di Anna Parola, Roma, Lapis, 2012, ISBN 978-88-7874-255-0.
- Voglio la luce accesa! [I Want My Light On!], traduzione di Sara Marconi, Roma, Lapis, 2014, ISBN 978-88-7874-338-0.
- Voglio il mio papà [I Want My Dad], Roma, Lapis, 2018, ISBN 978-88-7874-604-6.

### Non tradotte in italiano
- (EN) Oscar Got The Blame, Andersen Press, 1987.
- (EN) Super Dooper Jezebel, Andersen Press, 1988.
- (EN) I Want A Cat, Andersen Press, 1989.